# Crises demográficas
As crises demográficas geralmente são causadas por períodos de grandes quebras populacionais, de curta duração, provocadas por uma forte subida da mortalidade e recuo da natalidade.
As causas destas subidas da mortalidade e recuos da natalidade normalmente devem-se a factores sociais como guerras e a catástrofes naturais como é o caso da fome, epidemias (normalmente consequentes à fome), terremotos e tsunamis, alterações climatéricas súbitas, etc.
Podemos tomar como exemplo o século XIV que viu a população europeia diminuída em cerca de 25 milhões de pessoas, que seriam cerca de um terço da população da época, devido à Peste Negra, fome e guerra.
As Crises Demográficas existiam, uma vez que não se possuíam medicinas para curar as pessoas.
Além disso, a crise demográfica pode ser ocasionada pela instabilidade econômica do país, o que faz com que seus habitantes optem pela emigração, abandonando o país de origem e contribuindo para a crise demográfica. Portugal passou por isso em 2013.